# Madonna in trono col Bambino e angeli musicanti

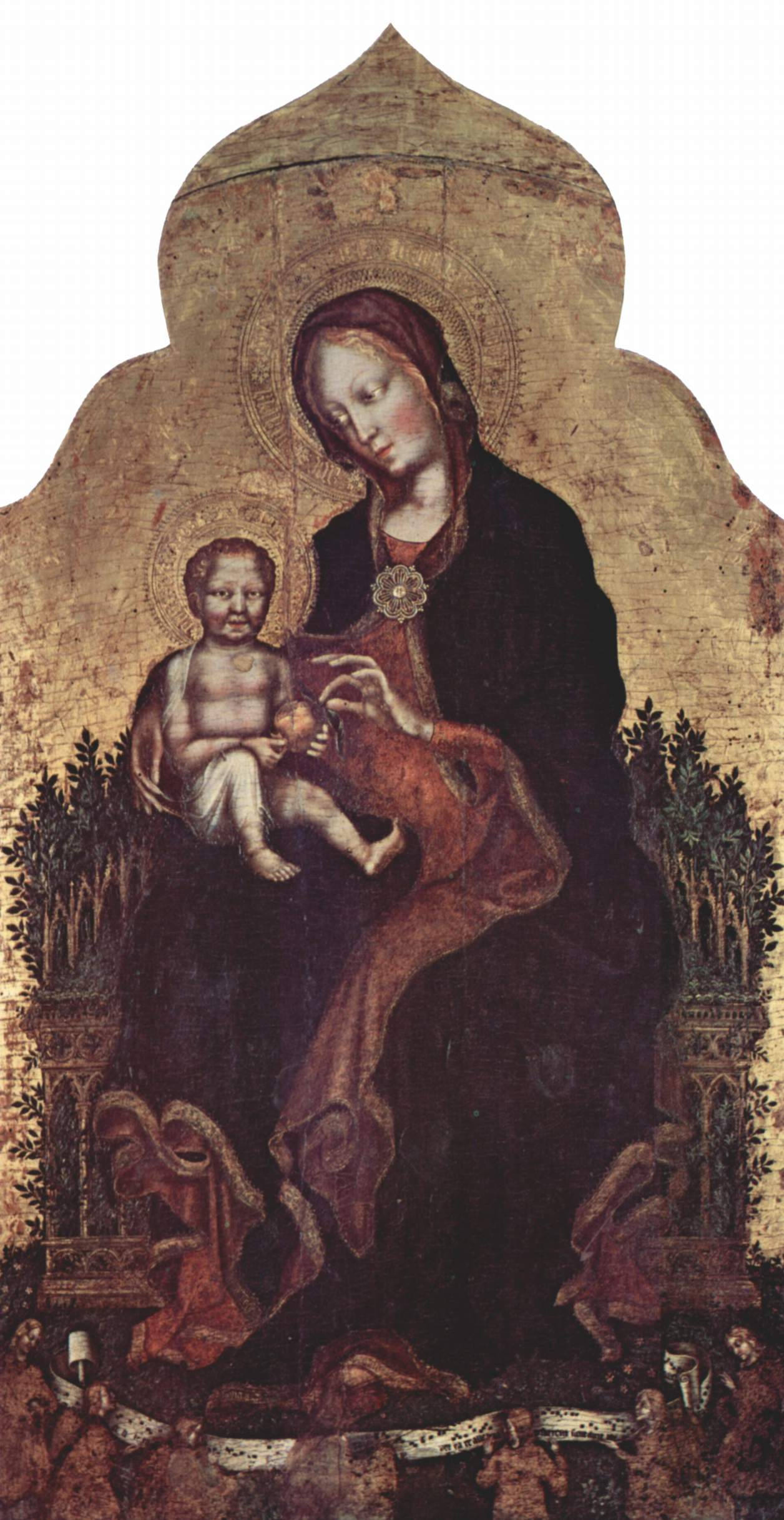
Aspetto della tavola prima del restauro

La Madonna in trono col Bambino e angeli musicanti è una tempera su tavola (115×64 cm) di Gentile da Fabriano, conservata alla Galleria nazionale dell'Umbria di Perugia e databile al 1403-1410 circa.

## Storia
L'opera proviene dalla chiesa di San Domenico dove venne vista e descritta nel XVI secolo da Giorgio Vasari e ancora da Baldassarre Orsini nel XVIII secolo. Giovanni Battista Cavalcaselle la vide nella cappella del noviziato nel 1861, prima che venisse musealizzata nel 1863 con il ridimensionamento dei possedimenti religiosi a seguito dell'Unità d'Italia. Da allora si trova nella Galleria nazionale dell'Umbria.
È generalmente attribuita a un periodo dell'attività di Gentile ricco di viaggi, quando si spostava tra Venezia, le Marche e l'Umbria. A causa dei molti elementi veneziani dell'opera (prato a terra e sul seggio della Vergine, elementi architettonici del trono che richiamano la facciata del palazzo ducale e la Ca' d'Oro, spilla a rilievo, pittura rossa mista a oro sullo sfondo, pelle adombrata da pittura brunastra anziché verdastra, ricchezza materica, ecc.), la critica la colloca generalmente nel periodo veneziano che dovette succedere a quello pavese interrotto bruscamente dalla morte di Gian Galeazzo Visconti, sopraggiunta improvvisamente nel settembre del 1402. Gli elementi stilistici la fanno comunque anteporre al Polittico di Valle Romita dello stesso autore, databile al 1406-1410. Alcuni accademici, pochi comunque, la collocano addirittura agli ultimi anni del soggiorno fiorentino (1424-1425), cogliendo nella composizione volumetrica del Bambino un richiamo a quello di Masaccio nella Sant'Anna Metterza (1424).

## Descrizione
La tavola è di forma cuspidata, anche se il curioso coronamento a bulbo è frutto di un riadattamento nei secoli XVII-XVIII delle forme originarie, che è stato reintegrato dai recenti restauri. La Madonna, elegantemente abbigliata con un manto dove sono evidenziate le pieghe cadenzate ed eleganti del gotico internazionale, è seduta su un trono composto in prospettiva intuitiva dove, tra gli archetti gotici, spuntano fitte fronde di arbusto. Il suggestivo "trono vegetale", arricchito da una miriade di rametti e foglioline disegnati uno per uno, deriva dalla tradizione veneziana (sia architettonica sia di oreficeria) e si ritrova poi anche in altre opere dell'artista. Esso è composto da esili arcate dorate, che da sole non sarebbero in grado nemmeno di reggere il peso di Maria seduta. Il praticello che decora il sedile della Vergine adombra una fusione tra le iconografie della Maestà (la Madonna in trono) e la Madonna dell'Umiltà (Maria seduta in terra).
Il Bambino è seduto sulle sue ginocchia e guarda sorridente lo spettatore mentre tiene in mano una melagrana, simbolo di fertilità e di regalità, ma anche prefigurazione della Passione (i chicchi rossi come gocce di sangue) e allegoria dell'unità della Chiesa. Le mani affusolate della Vergine fanno per prendere il frutto e abbracciano con compostezza il Bambino sulla sinistra. La spilla del manto di Maria è resa a rilievo tramite la lavorazione a pastiglia dorata.
Ai piedi della Madonna si trova un coro di piccolissimi angeli (anche in questo caso un elemento medievale arcaizzante, per via delle proporzioni gerarchiche), che stanno cantando un inno leggendo da un rotolo dove si trova la notazione musicale. Il loro stato di conservazione è pessimo, infatti su gran parte delle loro vesti il pigmento originale è perduto. Essi sono ritratti mentre danzano srotolando una spartito per la musica e il canto, su cui si legge ancora "Regina Coeli Letare [quia quem maruisti] Portare Alleluja Resurrexit Sicut Dixit Alle[l]uja [O]ra Pro [Nobis]".
Come nelle migliori opere di Gentile, la lavorazione dell'oro è straordinaria. Di grande raffinatezza è la spilla dorata che chiude il manto di Maria, raffigurata a rilievo tramite un'applicazione a base di gesso, nonché le aureole in cui corrono le iscrizioni "Ave Maria Gratia Plena Dominus Tecum Bened[icta]" e " Yesu Christus". Analogamente lungo il bordo del manto di Maria si legge "Mater Alma [...] dona nobis [...] solve[...] pro nobis". 
Inoltre ai lati del gruppo sacro si intravedono sei angeli in volo, interamente profilati a graffito sul fondo dorato e resi nelle tre dimensioni, decorazioni tridimensionali sul fondo d'oro che si ritrovano anche nella Madonna pavese precedente al periodo veneziano e che sono quindi una personalissima elaborazione del pittore.
La base è composta, come nel Polittico di Valleromita, da un prato fiorito dove sono rappresentate con precisione varie pianticelle fiorite.

## Stile

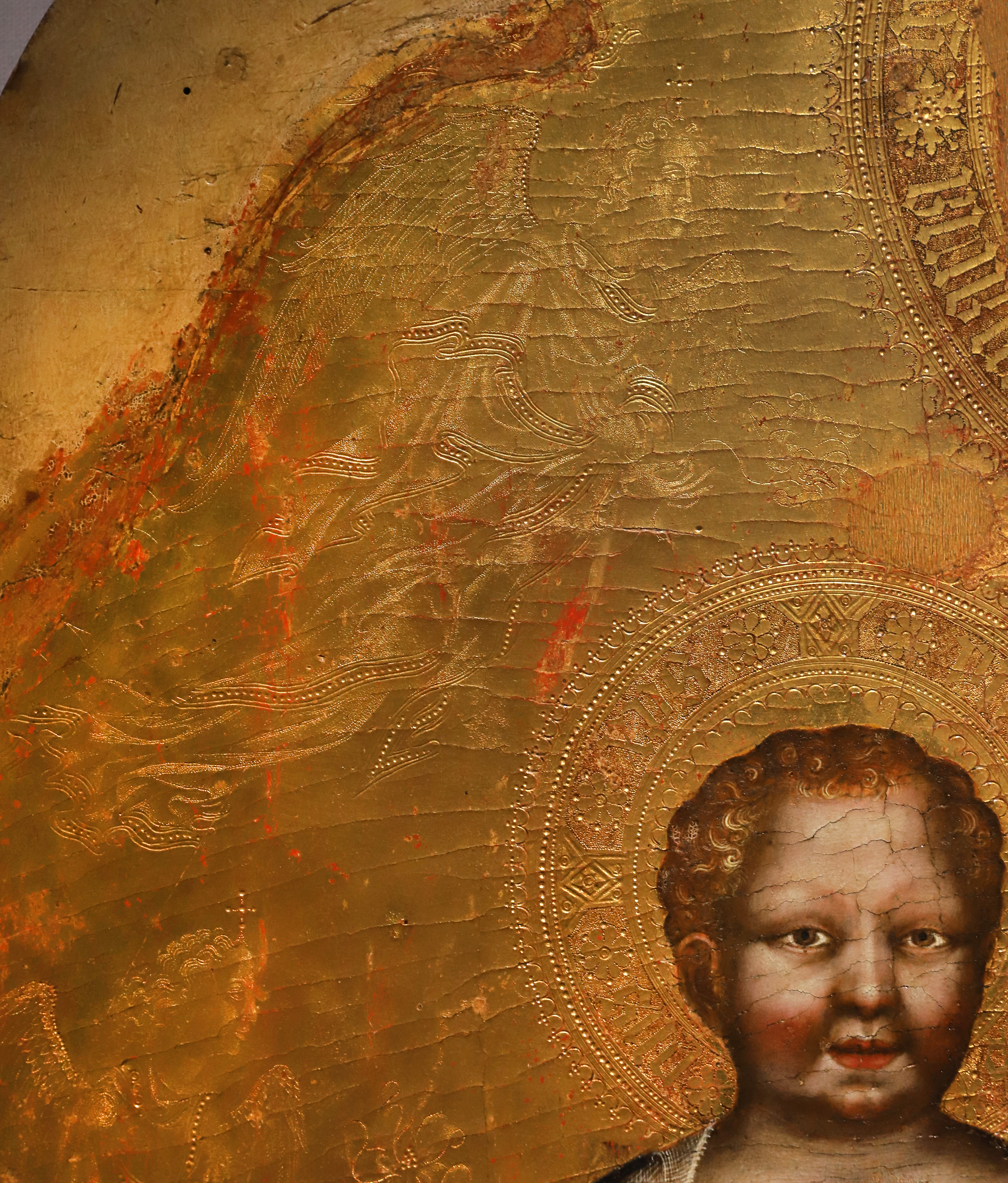
Angelo inciso sulla foglia d'oro

Rispetto alle prime opere, come la pala della Madonna col Bambino tra i santi Nicola di Bari, Caterina d'Alessandria e un donatore a Berlino, si avverte una maturazione del pittore nel trattamento delle carni, ritratte con tonalità più scure e pastose. Si vede una maggiore ricchezza materica con pennellate più corpose e in rilievo fino ai lustri cremosi sopra le labbra o sulla canna del naso o alle ciocche fulgide dei capelli. Appaiono così accentuate le fessure sottili degli sguardi, i rossori "da maquillage" e le espressioni intense.
Ciononostante i tratti del viso sono ancora risentiti e pungenti (ad esempio il piccolo mento globoso) come nella pala di Berlino e non c'è ancora quella pennellata fusa e risolta in superficie del successivo Polittico di Valleromita.
Un'altra evoluzione rispetto alla pala di Berlino sono l'uso di ori e incisioni degne di un'opera di oreficeria. Il manto della vergine e il suo tessuto sottostante (soppanno) sono dipinte direttamente su una lamina metallica incisa. I chiaroscuri e le pieghe del soppanno sono rese da incisioni non regolari, intersecate e sfilacciate in prossimità delle pieghe, ricoperte da una vernice translucida nelle zone più scure e lasciate a vista in quelle chiare. La densità delle incisioni e la quantità di vernice sovrapposta sono modulate per rendere i chiaroscuri e le pieghe. Non quel reticolato regolare e ondulato della veste rossa aderente o delle linee puntinate del soppanno della precedente pala di Berlino. Questi effetti sono qui una novità e avranno risultati ancora più sorprendenti nel successivo Polittico di Valleromita.
L'opera è un esempio di stile gotico internazionale e anche ammettendo una datazione più tarda, avvicinabile agli influssi rinascimentali di Firenze, mostra un certo schematismo che è ancora lontano dal modo di pensare di Masaccio e i suoi seguaci. Per esempio la Madonna ha un volto convenzionalmente aristocratico, non ispirato a una reale fisionomia, e le ombre, anche se la testa è girata verso il basso, sono stese nella solita maniera che illumina la canna del naso, la guancia, la parte sopra le sopracciglia, il mento. Anche l'espressione è convenzionale e predomina un senso di irrealtà fiabesca, dove la reale consistenza è annullata.